# San Giovanni Gemini
San Giovanni Gemini település Olaszországban, Szicília régióban, Agrigento megyében. Lakosainak száma 7517 fő (2023. január 1.). San Giovanni Gemini Cammarata községgel határos.

## Népesség
A település lakossága az elmúlt években az alábbi módon változott:
| Lakosok száma | 8017 | 7947 | 7517 |
|               | 2017 | 2018 | 2023 |